# 에스토니아 축구 국가대표팀
에스토니아 축구 국가대표팀(에스토니아어: Eesti jalgpallikoondis)은 에스토니아를 대표하는 축구 국가대표팀으로 에스토니아 축구 협회에서 관리하고 있다. 유럽 축구 약체로 평가받는 팀들 가운데 하나로 1920년 10월 17일 핀란드와의 A매치 데뷔전에서 0-6으로 패했다. '파란 티셔츠'라는 별칭을 보유하고 있으며 현재 A. 레 코크 아레나를 홈 구장으로 사용하고 있다.

## 국제 대회 경력

### FIFA 월드컵
월드컵 본선 경험은 없으며 2006년 FIFA 월드컵 유럽 지역 예선에서 12경기 5승 2무 5패·3조 4위로 그나마 가장 좋은 성적을 거두었고 이는 에스토니아가 유일하게 5할 이상의 승률을 기록한 월드컵 지역 예선으로 남아 있으며 이 과정에서 같은 최약체팀인 라트비아, 리히텐슈타인, 룩셈부르크 등을 상대로 승리를 거두었다. 

### UEFA 유럽 축구 선수권 대회
유로 대회도 마찬가지로 본선 경험이 전무하며 UEFA 유로 2012 예선에서 5승 1무 4패·C조 2위로 에스토니아 축구 역사상 처음으로 유로 예선 플레이오프 진출에 성공하며 에스토니아 축구 역사상 유로 대회 예선 역대 최고 성적을 남겼다.

### UEFA 네이션스리그

#### 2018-19 시즌
네이션스리그의 첫 시즌에서 리그 C에 편입된 에스토니아는 그리스, 핀란드, 헝가리와 함께 2조에 편성되어 조별예선에서 1승 1무 4패·조 최하위에 머물렀다. 다만 그리스와의 최종전에서 1-0으로 승리를 거두었으며 차기 시즌 리그 진행 방식 변경으로 인해 리그 D로의 강등은 이뤄지지 않았다.

### 하계 올림픽
올림픽 본선 출전은 1924년 대회가 유일하며 그나마도 1라운드에서 미국에게 0-1로 패하면서 2라운드 진출에 실패했다. 이후 현재까지 올림픽 본선 기록은 전무하다.

## 기타 국제 대회 경력
발트 3국이 모여서 치르는 친선 대회인 발틱컵에서 3번의 우승컵을 들어올렸고 6번의 준우승도 차지했다.

## FIFA 월드컵 (본선)
| 년도   | 결과             | 순위             | 경기             | 승               | 무*              | 패               | 득점             | 실점             | 승점             |
| ------ | ---------------- | ---------------- | ---------------- | ---------------- | ---------------- | ---------------- | ---------------- | ---------------- | ---------------- |
| 1930년 | 불참             | 불참             | 불참             | 불참             | 불참             | 불참             | 불참             | 불참             | 불참             |
| 1934년 | 예선 탈락        | 예선 탈락        | 예선 탈락        | 예선 탈락        | 예선 탈락        | 예선 탈락        | 예선 탈락        | 예선 탈락        | 예선 탈락        |
| 1938년 | 예선 탈락        | 예선 탈락        | 예선 탈락        | 예선 탈락        | 예선 탈락        | 예선 탈락        | 예선 탈락        | 예선 탈락        | 예선 탈락        |
| 1950년 | 소련에 강제 병합 | 소련에 강제 병합 | 소련에 강제 병합 | 소련에 강제 병합 | 소련에 강제 병합 | 소련에 강제 병합 | 소련에 강제 병합 | 소련에 강제 병합 | 소련에 강제 병합 |
| 1954년 | 소련에 강제 병합 | 소련에 강제 병합 | 소련에 강제 병합 | 소련에 강제 병합 | 소련에 강제 병합 | 소련에 강제 병합 | 소련에 강제 병합 | 소련에 강제 병합 | 소련에 강제 병합 |
| 1958년 | 소련에 강제 병합 | 소련에 강제 병합 | 소련에 강제 병합 | 소련에 강제 병합 | 소련에 강제 병합 | 소련에 강제 병합 | 소련에 강제 병합 | 소련에 강제 병합 | 소련에 강제 병합 |
| 1962년 | 소련에 강제 병합 | 소련에 강제 병합 | 소련에 강제 병합 | 소련에 강제 병합 | 소련에 강제 병합 | 소련에 강제 병합 | 소련에 강제 병합 | 소련에 강제 병합 | 소련에 강제 병합 |
| 1966년 | 소련에 강제 병합 | 소련에 강제 병합 | 소련에 강제 병합 | 소련에 강제 병합 | 소련에 강제 병합 | 소련에 강제 병합 | 소련에 강제 병합 | 소련에 강제 병합 | 소련에 강제 병합 |
| 1970년 | 소련에 강제 병합 | 소련에 강제 병합 | 소련에 강제 병합 | 소련에 강제 병합 | 소련에 강제 병합 | 소련에 강제 병합 | 소련에 강제 병합 | 소련에 강제 병합 | 소련에 강제 병합 |
| 1974년 | 소련에 강제 병합 | 소련에 강제 병합 | 소련에 강제 병합 | 소련에 강제 병합 | 소련에 강제 병합 | 소련에 강제 병합 | 소련에 강제 병합 | 소련에 강제 병합 | 소련에 강제 병합 |
| 1978년 | 소련에 강제 병합 | 소련에 강제 병합 | 소련에 강제 병합 | 소련에 강제 병합 | 소련에 강제 병합 | 소련에 강제 병합 | 소련에 강제 병합 | 소련에 강제 병합 | 소련에 강제 병합 |
| 1982년 | 소련에 강제 병합 | 소련에 강제 병합 | 소련에 강제 병합 | 소련에 강제 병합 | 소련에 강제 병합 | 소련에 강제 병합 | 소련에 강제 병합 | 소련에 강제 병합 | 소련에 강제 병합 |
| 1986년 | 소련에 강제 병합 | 소련에 강제 병합 | 소련에 강제 병합 | 소련에 강제 병합 | 소련에 강제 병합 | 소련에 강제 병합 | 소련에 강제 병합 | 소련에 강제 병합 | 소련에 강제 병합 |
| 1990년 | 소련에 강제 병합 | 소련에 강제 병합 | 소련에 강제 병합 | 소련에 강제 병합 | 소련에 강제 병합 | 소련에 강제 병합 | 소련에 강제 병합 | 소련에 강제 병합 | 소련에 강제 병합 |
| 1994년 | 예선 탈락        | 예선 탈락        | 예선 탈락        | 예선 탈락        | 예선 탈락        | 예선 탈락        | 예선 탈락        | 예선 탈락        | 예선 탈락        |
| 1998년 | 예선 탈락        | 예선 탈락        | 예선 탈락        | 예선 탈락        | 예선 탈락        | 예선 탈락        | 예선 탈락        | 예선 탈락        | 예선 탈락        |
| 2002년 | 예선 탈락        | 예선 탈락        | 예선 탈락        | 예선 탈락        | 예선 탈락        | 예선 탈락        | 예선 탈락        | 예선 탈락        | 예선 탈락        |
| 2006년 | 예선 탈락        | 예선 탈락        | 예선 탈락        | 예선 탈락        | 예선 탈락        | 예선 탈락        | 예선 탈락        | 예선 탈락        | 예선 탈락        |
| 2010년 | 예선 탈락        | 예선 탈락        | 예선 탈락        | 예선 탈락        | 예선 탈락        | 예선 탈락        | 예선 탈락        | 예선 탈락        | 예선 탈락        |
| 2014년 | 예선 탈락        | 예선 탈락        | 예선 탈락        | 예선 탈락        | 예선 탈락        | 예선 탈락        | 예선 탈락        | 예선 탈락        | 예선 탈락        |
| 2018년 | 예선 탈락        | 예선 탈락        | 예선 탈락        | 예선 탈락        | 예선 탈락        | 예선 탈락        | 예선 탈락        | 예선 탈락        | 예선 탈락        |
| 합계   |                  |                  |                  |                  |                  |                  |                  |                  |                  |

## FIFA 월드컵 (예선)
| 1930년 | 불참                                      | 불참                                      | 불참                                      | 불참                                      | 불참                                      | 불참                                      | 불참                                      |                                           |                                           |
| 1934년 | 1                                         | 0                                         | 0                                         | 1                                         | 2                                         | 6                                         | 0                                         |                                           |                                           |
| 1938년 | 3                                         | 1                                         | 0                                         | 2                                         | 4                                         | 11                                        | 3                                         |                                           |                                           |
| 1950년 | 소련에 강제 병합                          | 소련에 강제 병합                          | 소련에 강제 병합                          | 소련에 강제 병합                          | 소련에 강제 병합                          | 소련에 강제 병합                          | 소련에 강제 병합                          |                                           |                                           |
| 1954년 | 소련에 강제 병합                          | 소련에 강제 병합                          | 소련에 강제 병합                          | 소련에 강제 병합                          | 소련에 강제 병합                          | 소련에 강제 병합                          | 소련에 강제 병합                          |                                           |                                           |
| 1958년 | 소련에 강제 병합                          | 소련에 강제 병합                          | 소련에 강제 병합                          | 소련에 강제 병합                          | 소련에 강제 병합                          | 소련에 강제 병합                          | 소련에 강제 병합                          |                                           |                                           |
| 1962년 | 소련에 강제 병합                          | 소련에 강제 병합                          | 소련에 강제 병합                          | 소련에 강제 병합                          | 소련에 강제 병합                          | 소련에 강제 병합                          | 소련에 강제 병합                          |                                           |                                           |
| 1966년 | 소련에 강제 병합                          | 소련에 강제 병합                          | 소련에 강제 병합                          | 소련에 강제 병합                          | 소련에 강제 병합                          | 소련에 강제 병합                          | 소련에 강제 병합                          |                                           |                                           |
| 1970년 | 소련에 강제 병합                          | 소련에 강제 병합                          | 소련에 강제 병합                          | 소련에 강제 병합                          | 소련에 강제 병합                          | 소련에 강제 병합                          | 소련에 강제 병합                          |                                           |                                           |
| 1974년 | 소련에 강제 병합                          | 소련에 강제 병합                          | 소련에 강제 병합                          | 소련에 강제 병합                          | 소련에 강제 병합                          | 소련에 강제 병합                          | 소련에 강제 병합                          |                                           |                                           |
| 1978년 | 소련에 강제 병합                          | 소련에 강제 병합                          | 소련에 강제 병합                          | 소련에 강제 병합                          | 소련에 강제 병합                          | 소련에 강제 병합                          | 소련에 강제 병합                          |                                           |                                           |
| 1982년 | 소련에 강제 병합                          | 소련에 강제 병합                          | 소련에 강제 병합                          | 소련에 강제 병합                          | 소련에 강제 병합                          | 소련에 강제 병합                          | 소련에 강제 병합                          |                                           |                                           |
| 1986년 | 소련에 강제 병합                          | 소련에 강제 병합                          | 소련에 강제 병합                          | 소련에 강제 병합                          | 소련에 강제 병합                          | 소련에 강제 병합                          | 소련에 강제 병합                          |                                           |                                           |
| 1990년 | 소련에 강제 병합                          | 소련에 강제 병합                          | 소련에 강제 병합                          | 소련에 강제 병합                          | 소련에 강제 병합                          | 소련에 강제 병합                          | 소련에 강제 병합                          |                                           |                                           |
| 1994년 | 10                                        | 0                                         | 1                                         | 9                                         | 1                                         | 27                                        | 1                                         |                                           |                                           |
| 1998년 | 10                                        | 1                                         | 1                                         | 8                                         | 4                                         | 16                                        | 4                                         |                                           |                                           |
| 2002년 | 10                                        | 2                                         | 2                                         | 6                                         | 10                                        | 26                                        | 8                                         |                                           |                                           |
| 2006년 | 12                                        | 5                                         | 2                                         | 5                                         | 16                                        | 17                                        | 17                                        |                                           |                                           |
| 2010년 | 10                                        | 2                                         | 2                                         | 6                                         | 9                                         | 24                                        | 8                                         |                                           |                                           |
| 2014년 | 10                                        | 2                                         | 1                                         | 7                                         | 6                                         | 20                                        | 7                                         |                                           |                                           |
| 2018년 | 10                                        | 3                                         | 2                                         | 5                                         | 13                                        | 19                                        | 11                                        |                                           |                                           |
| 합계   | 76                                        | 16                                        | 11                                        | 49                                        | 65                                        | 166                                       | 59                                        |                                           |                                           |
| 순위   | 월드컵 예선 승점 순위 : 111위 (유럽 39위) | 월드컵 예선 승점 순위 : 111위 (유럽 39위) | 월드컵 예선 승점 순위 : 111위 (유럽 39위) | 월드컵 예선 승점 순위 : 111위 (유럽 39위) | 월드컵 예선 승점 순위 : 111위 (유럽 39위) | 월드컵 예선 승점 순위 : 111위 (유럽 39위) | 월드컵 예선 승점 순위 : 111위 (유럽 39위) | 월드컵 예선 승점 순위 : 111위 (유럽 39위) | 월드컵 예선 승점 순위 : 111위 (유럽 39위) |

## UEFA 유럽 축구 선수권 대회
- 1960년 ~ 1992년 - 소련에 강제 병합
- 1996년 ~ 2016년 - 예선 탈락

### UEFA 유럽 축구 선수권 대회 (예선)
| 1960년 | 소련에 강제 병합           | 소련에 강제 병합           | 소련에 강제 병합           | 소련에 강제 병합           | 소련에 강제 병합           | 소련에 강제 병합           | 소련에 강제 병합           |                            |                            |
| 1964년 | 소련에 강제 병합           | 소련에 강제 병합           | 소련에 강제 병합           | 소련에 강제 병합           | 소련에 강제 병합           | 소련에 강제 병합           | 소련에 강제 병합           |                            |                            |
| 1968년 | 소련에 강제 병합           | 소련에 강제 병합           | 소련에 강제 병합           | 소련에 강제 병합           | 소련에 강제 병합           | 소련에 강제 병합           | 소련에 강제 병합           |                            |                            |
| 1972년 | 소련에 강제 병합           | 소련에 강제 병합           | 소련에 강제 병합           | 소련에 강제 병합           | 소련에 강제 병합           | 소련에 강제 병합           | 소련에 강제 병합           |                            |                            |
| 1976년 | 소련에 강제 병합           | 소련에 강제 병합           | 소련에 강제 병합           | 소련에 강제 병합           | 소련에 강제 병합           | 소련에 강제 병합           | 소련에 강제 병합           |                            |                            |
| 1980년 | 소련에 강제 병합           | 소련에 강제 병합           | 소련에 강제 병합           | 소련에 강제 병합           | 소련에 강제 병합           | 소련에 강제 병합           | 소련에 강제 병합           |                            |                            |
| 1984년 | 소련에 강제 병합           | 소련에 강제 병합           | 소련에 강제 병합           | 소련에 강제 병합           | 소련에 강제 병합           | 소련에 강제 병합           | 소련에 강제 병합           |                            |                            |
| 1988년 | 소련에 강제 병합           | 소련에 강제 병합           | 소련에 강제 병합           | 소련에 강제 병합           | 소련에 강제 병합           | 소련에 강제 병합           | 소련에 강제 병합           |                            |                            |
| 1992년 | 없음                       | 없음                       | 없음                       | 없음                       | 없음                       | 없음                       | 없음                       |                            |                            |
| 1996년 | 10                         | 0                          | 0                          | 10                         | 3                          | 31                         | 0                          |                            |                            |
| 2000년 | 10                         | 3                          | 2                          | 5                          | 15                         | 17                         | 11                         |                            |                            |
| 2004년 | 8                          | 2                          | 2                          | 4                          | 4                          | 6                          | 8                          |                            |                            |
| 2008년 | 12                         | 2                          | 1                          | 9                          | 5                          | 21                         | 7                          |                            |                            |
| 2012년 | 10                         | 5                          | 1                          | 4                          | 16                         | 19                         | 17                         |                            |                            |
| 2016년 | 10                         | 3                          | 1                          | 6                          | 4                          | 9                          | 10                         |                            |                            |
| 2020년 | 8                          | 0                          | 1                          | 7                          | 2                          | 26                         | 1                          |                            |                            |
| 합계   | 70                         | 15                         | 9                          | 46                         | 49                         | 129                        | 54                         |                            |                            |
| 순위   | 유로 예선 승점 순위 : 42위 | 유로 예선 승점 순위 : 42위 | 유로 예선 승점 순위 : 42위 | 유로 예선 승점 순위 : 42위 | 유로 예선 승점 순위 : 42위 | 유로 예선 승점 순위 : 42위 | 유로 예선 승점 순위 : 42위 | 유로 예선 승점 순위 : 42위 | 유로 예선 승점 순위 : 42위 |

## 하계 올림픽
| 올림픽 축구 기록 | 올림픽 축구 기록 | 올림픽 축구 기록 | 올림픽 축구 기록 | 올림픽 축구 기록 | 올림픽 축구 기록 | 올림픽 축구 기록 | 올림픽 축구 기록 | 올림픽 축구 기록 | 올림픽 축구 기록 |
| 년도             | 결과             | 순위             | 경기             | 승               | 무*              | 패               | 득점             | 실점             | 승점             |
| ---------------- | ---------------- | ---------------- | ---------------- | ---------------- | ---------------- | ---------------- | ---------------- | ---------------- | ---------------- |
| 1920년           | 없음             | 없음             | 없음             | 없음             | 없음             | 없음             | 없음             | 없음             | 없음             |
| 1924년           | 예비라운드       | 17위             | 1                | 0                | 0                | 1                | 0                | 1                | 0                |
| 1928년           | 불참             | 불참             | 불참             | 불참             | 불참             | 불참             | 불참             | 불참             | 불참             |
| 1936년           | 불참             | 불참             | 불참             | 불참             | 불참             | 불참             | 불참             | 불참             | 불참             |
| 1992년           | 없음             | 없음             | 없음             | 없음             | 없음             | 없음             | 없음             | 없음             | 없음             |
| 1996년           | 진출 실패        | 진출 실패        | 진출 실패        | 진출 실패        | 진출 실패        | 진출 실패        | 진출 실패        | 진출 실패        | 진출 실패        |
| 2000년           | 진출 실패        | 진출 실패        | 진출 실패        | 진출 실패        | 진출 실패        | 진출 실패        | 진출 실패        | 진출 실패        | 진출 실패        |
| 2004년           | 진출 실패        | 진출 실패        | 진출 실패        | 진출 실패        | 진출 실패        | 진출 실패        | 진출 실패        | 진출 실패        | 진출 실패        |
| 2008년           | 진출 실패        | 진출 실패        | 진출 실패        | 진출 실패        | 진출 실패        | 진출 실패        | 진출 실패        | 진출 실패        | 진출 실패        |
| 2012년           | 진출 실패        | 진출 실패        | 진출 실패        | 진출 실패        | 진출 실패        | 진출 실패        | 진출 실패        | 진출 실패        | 진출 실패        |
| 2016년           | 진출 실패        | 진출 실패        | 진출 실패        | 진출 실패        | 진출 실패        | 진출 실패        | 진출 실패        | 진출 실패        | 진출 실패        |
| 합계             | 1회 진출(1/9)    | 예비라운드(1회)  | 1                | 0                | 0                | 1                | 0                | 1                | 0                |

## 주요 선수
- 마르트 폼
- 헨리 아니에르
- 산데르 푸리
- 카롤 메츠
- 타이요 테니스테
- 콘스탄틴 바실리예브
- 세르게이 제뇨브
- 게르트 캄스
- 라그나르 클라반
- 드미트리 크루글로브
- 에나르 야게르

## 같이 보기
- 에스토니아 여자 축구 국가대표팀